# Burón (jerga)
El burón es una jerga de uso comercial, propia de los arrieros y comerciantes ambulantes de la comarca tradicional de Fornela, (coincide con los límites del municipio de Peranzanes), comarca de El Bierzo, León, España. Su utilización, como en el caso de otras jergas comerciales, era evitar el que personas ajenas conocieran información comercial que de esta manera quedaba "cifrada". Esta jerga, influenciada por el asturleonés, está emparentada con varias jergas de Asturias, Galicia y León, lo mismo que sucede entre ellas. Se sabe que la jerga ya era utilizada por los ambulantes fornelos desde al menos el siglo XIX, pero es muy posible que fuera usada bastante antes, pues los fornelos ya se dedicaban ampliamente al comercio ambulante desde el siglo XVIII. La jerga cuenta con unos doscientos sesenta vocablos y, sobre todo, con mecanismos muy ricos de deformación de palabras, lo que permite "jergalizar" las palabras patrimoniales, de forma que sólo sean entendidas por los miembros del grupo que usa el "burón".